# Equipaggi della ISS

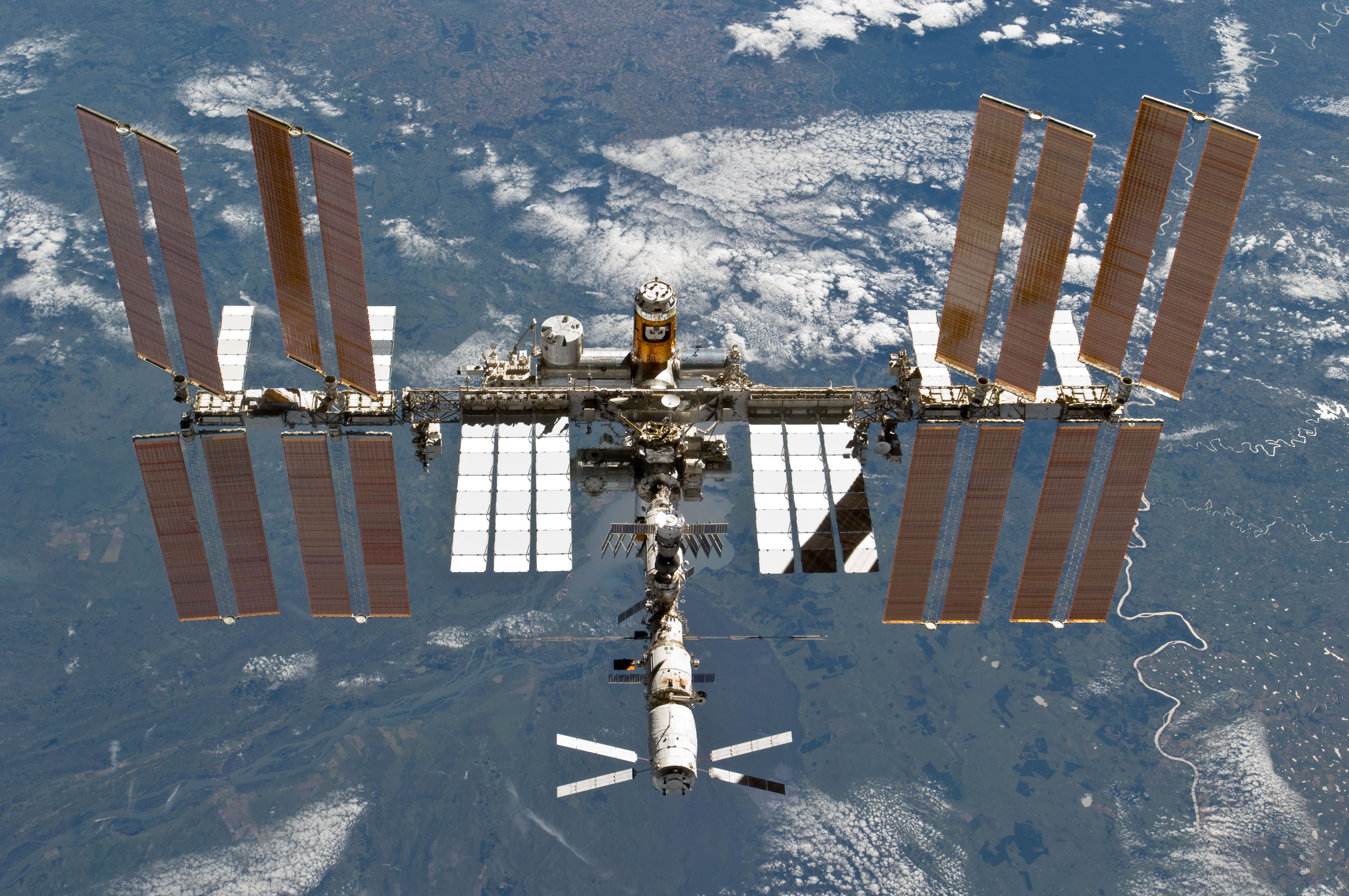
La Stazione Spaziale, fotografata dopo la missione STS-133

Questa è la lista degli equipaggi Expedition, in ordine cronologico, che hanno servito la Stazione spaziale internazionale (ISS).
Di seguito si riporta il nome di ogni expedition, i nomi dell'equipaggio che ne ha fatto parte, le varie date della missione e la durata di permanenza sulla ISS. Ad ogni nome dei membri dell'equipaggio è seguito, tra parentesi, dal numero di voli spaziali. La successiva abbreviazione CMD sta ad indicare il comandante della stazione.
La lunghezza tipica di soggiorno per ogni equipaggio è di circa sei mesi. I posti disponibili sono in genere assegnati a metà per gli astronauti della NASA e metà per quelli della Agenzia Spaziale Russa. Tuttavia, per la maggior parte delle volte, erano previsti 2 posti per gli americani, 2 per i russi, il quinto era a rotazione per le altre agenzie, quali ESA, JAXA e CSA, ed infine il sesto posto variava in base a quanti americani e quanti russi erano previsti in orbita. Dal 2020, con l'inizio dei lanci delle nuove capsule americane, il numero degli astronauti a bordo sale a 7.

## Missioni completate

### Expedition da 1 a 6
La prima expedition che ha raggiunto la stazione al 31 ottobre 2000 è arrivata grazie al lancio della capsula Soyuz TM-31 che è servita anche come veicolo di rientro per le emergenze. Le missioni successive l'equipaggio è stato sostituito in missioni dello Space Shuttle.
| Stemma       | Fotografia equipaggio                                  | Equipaggio                                                        | Equipaggio                                                        | Inizio                      | Soggiorno sulla ISS Aggancio Sgancio          | Atterraggio               |              |
| Expedition 1 | Expedition 1                                           | Expedition 1                                                      | Expedition 1                                                      | Expedition 1                | Expedition 1                                  | Expedition 1              | Expedition 1 |
| ------------ | ------------------------------------------------------ | ----------------------------------------------------------------- | ----------------------------------------------------------------- | --------------------------- | --------------------------------------------- | ------------------------- | ------------ |
|              | Da sinistra: Krikalëv, Shepherd (Comandante), Gidzenko | William Shepherd (4), CMD Jurij Gidzenko (2) Sergej Krikalëv (5)  | William Shepherd (4), CMD Jurij Gidzenko (2) Sergej Krikalëv (5)  | 31 ottobre 2000 Sojuz TM-31 | 136,80 giorni 2 novembre 2000 18 marzo 2001   | 21 marzo 2001 STS-102     |              |
| Expedition 2 |                                                        |                                                                   |                                                                   |                             |                                               |                           |              |
|              | Da sinistra: Voss, Usačëv (Comandante), Helms          | Jurij Usačëv (4), CMD Susan Helms (5) James Voss (5)              | Jurij Usačëv (4), CMD Susan Helms (5) James Voss (5)              | 8 marzo 2001 STS-102        | 163,34 giorni 10 marzo 2001 20 agosto 2001    | 22 agosto 2001 STS-105    |              |
| Expedition 3 |                                                        |                                                                   |                                                                   |                             |                                               |                           |              |
|              | Da sinistra: Tjurin, Culbertson (Comandante), Dežurov  | Frank Culbertson (3), CMD Vladimir Dežurov (2) Michail Tjurin (1) | Frank Culbertson (3), CMD Vladimir Dežurov (2) Michail Tjurin (1) | 10 agosto 2001 STS-105      | 124,95 giorni 12 agosto 2001 15 dicembre 2001 | 17 dicembre 2001 STS-108  |              |
| Expedition 4 |                                                        |                                                                   |                                                                   |                             |                                               |                           |              |
|              | Da sinistra: Bursch, Onufrienko (Comandante), Walz     | Jurij Onufrienko (2), CMD Daniel Bursch (5) Carl Walz (4)         | Jurij Onufrienko (2), CMD Daniel Bursch (5) Carl Walz (4)         | 5 dicembre 2001 STS-108     | 189,77 giorni 7 dicembre 2001 15 giugno 2002  | 19 giugno 2002 STS-111    |              |
| Expedition 5 |                                                        |                                                                   |                                                                   |                             |                                               |                           |              |
|              | Da sinistra: Korzun (Comandante), Whitson, Treščëv     | Valerij Korzun (2), CMD Sergej Treščëv (1) Peggy Whitson (1)      | Valerij Korzun (2), CMD Sergej Treščëv (1) Peggy Whitson (1)      | 5 giugno 2002 STS-111       | 178,15 giorni 7 giugno 2002 2 dicembre 2002   | 7 dicembre 2002 STS-113   |              |
| Expedition 6 |                                                        |                                                                   |                                                                   |                             |                                               |                           |              |
|              | Da sinistra: Pettit, Bowersox (Comandante), Budarin    | Kenneth Bowersox (5), CMD Nikolaij Budarin (3) Donald Pettit (1)  | Kenneth Bowersox (5), CMD Nikolaij Budarin (3) Donald Pettit (1)  | 24 novembre 2002 STS-113    | 159,03 giorni 25 novembre 2002 3 maggio 2003  | 4 maggio 2003 Sojuz TMA-1 |              |

### Expedition da 7 a 12
Dopo il disastro dello Space Shuttle Columbia del 1º febbraio 2003, i voli della navetta sono stati sospesi. Per assicurare la fornitura agli equipaggi della stazione spaziale, il numero di componenti di essi è stato, a partire da Expedition 7, ridotto a due.
| Stemma        | Fotografia equipaggio                        | Equipaggio                                   | Equipaggio                                   | Inizio                      | Soggiorno sulla ISS Aggancio Sgancio         | Atterraggio                 |              |
| Expedition 7  | Expedition 7                                 | Expedition 7                                 | Expedition 7                                 | Expedition 7                | Expedition 7                                 | Expedition 7                | Expedition 7 |
| ------------- | -------------------------------------------- | -------------------------------------------- | -------------------------------------------- | --------------------------- | -------------------------------------------- | --------------------------- | ------------ |
|               | Da sinistra: Malenčenko (Comandante), Lu     | Jurij Malenčenko (3), CMD Edward Lu (3)      | Jurij Malenčenko (3), CMD Edward Lu (3)      | 26 aprile 2003 Sojuz TMA-2  | 182,68 giorni 28 aprile 2003 27 ottobre 2003 | 28 ottobre 2003 Sojuz TMA-2 |              |
| Expedition 8  |                                              |                                              |                                              |                             |                                              |                             |              |
|               | Da sinistra: Kaleri, Foale (Comandante)      | Michael Foale (6), CMD Alexander Kaleri (4)  | Michael Foale (6), CMD Alexander Kaleri (4)  | 18 ottobre 2003 Sojuz TMA-3 | 192,57 giorni 20 ottobre 2003 29 aprile 2004 | 30 aprile 2004 Sojuz TMA-3  |              |
| Expedition 9  |                                              |                                              |                                              |                             |                                              |                             |              |
|               | Da sinistra: Fincke, Padalka (Comandante)    | Gennadij Padalka (2), CMD Michael Fincke (1) | Gennadij Padalka (2), CMD Michael Fincke (1) | 19 aprile 2004 Sojuz TMA-4  | 185,67 giorni 21 aprile 2004 23 ottobre 2004 | 24 ottobre 2004 Sojuz TMA-4 |              |
| Expedition 10 |                                              |                                              |                                              |                             |                                              |                             |              |
|               | Da sinistra: Chiao (Comandante), Šaripov     | Leroy Chiao (4), CMD Saližan Šaripov (2)     | Leroy Chiao (4), CMD Saližan Šaripov (2)     | 14 ottobre 2004 Sojuz TMA-5 | 192,65 giorni 16 ottobre 2004 24 aprile 2005 | 24 aprile 2005 Sojuz TMA-5  |              |
| Expedition 11 |                                              |                                              |                                              |                             |                                              |                             |              |
|               | Da sinistra: Krikalëv (Comandante), Phillips | Sergeij Krikalëv (6), CMD John Phillips (2)  | Sergeij Krikalëv (6), CMD John Phillips (2)  | 15 aprile 2005 Sojuz TMA-6  | 176,80 giorni 17 aprile 2005 10 ottobre 2005 | 11 ottobre 2005 Sojuz TMA-6 |              |
| Expedition 12 |                                              |                                              |                                              |                             |                                              |                             |              |
|               | Da sinistra: McArthur (Comandante), Tokarev  | William McArthur (4), CMD Valeri Tokarev (2) | William McArthur (4), CMD Valeri Tokarev (2) | 1º ottobre 2005 Sojuz TMA-7 | 187,63 giorni 3 ottobre 2005 8 aprile 2006   | 8 aprile 2006 Sojuz TMA-7   |              |

### Expedition da 13 a 19
Il 26 luglio 2005 con il volo dello Space Shuttle Discovery nella missione STS-114 riprendono i voli della navetta dopo l'incidente del Columbia. Quasi un anno dopo, il 4 luglio 2006, l'equipaggio della stazione viene riportato a tre membri.
| Stemma                                                    | Fotografia equipaggio                                   | Equipaggio                                                                      | Equipaggio                                    | Inizio                                         | Soggiorno sulla ISS Aggancio Sgancio           | Atterraggio                   |               |
| Expedition 13                                             | Expedition 13                                           | Expedition 13                                                                   | Expedition 13                                 | Expedition 13                                  | Expedition 13                                  | Expedition 13                 | Expedition 13 |
| --------------------------------------------------------- | ------------------------------------------------------- | ------------------------------------------------------------------------------- | --------------------------------------------- | ---------------------------------------------- | ---------------------------------------------- | ----------------------------- | ------------- |
|                                                           | Da sinistra: Vinogradov, Williams                       | Pavel Vinogradov (2), CMD Jeffrey Williams (2)                                  |                                               | 30 marzo 2006 Sojuz TMA-8                      | 180,73 giorni 1. Aprile 2006 28 settembre 2006 | 29 settembre 2006 Sojuz TMA-8 |               |
|                                                           | Da sinistra: Reiter, Vinogradov (Comandante), Williams  | Pavel Vinogradov (2), CMD Jeffrey Williams (2)                                  | Thomas Reiter (2)                             | 4 luglio 2006 STS-121                          | 166,30 giorni 6 luglio 2006 19 dicembre 2006   | 22 dicembre 2006 STS-116      |               |
| Expedition 14                                             |                                                         |                                                                                 | Thomas Reiter (2)                             |                                                |                                                |                               |               |
|                                                           | Da sinistra: Reiter, Lopez-Alegria (Comandante), Tjurin | Michael López-Alegría (4), CMD Michail Tjurin (2)                               | Thomas Reiter (2)                             | 18 settembre 2006 Sojuz TMA-9                  | 213,16 giorni 20 settembre 2006 21 aprile 2007 | 21 aprile 2007 Sojuz TMA-9    |               |
| Da sinistra: Williams, Lopez-Alegria (Comandante), Tjurin | Sunita Williams (1)                                     | Michael López-Alegría (4), CMD Michail Tjurin (2)                               | 10 dicembre 2006 STS-116                      | 189,69 giorni 11 dicembre 2006 19 giugno 2007  | 22 giugno 2007 STS-117                         |                               |               |
| Expedition 15                                             | Sunita Williams (1)                                     |                                                                                 |                                               |                                                |                                                |                               |               |
|                                                           | Sunita Williams (1)                                     | Da sinistra: Williams, Jurčichin (Comandante), Kotov                            | Fëdor Jurčichin (2), CMD Oleg Kotov (1)       | 7 aprile 2007 Sojuz TMA-10                     | 194,50 giorni 9 aprile 2007 21 ottobre 2007    | 21 ottobre 2007 Sojuz TMA-10  |               |
| Da sinistra: Anderson, Jurčichin (Comandante), Kotov      | Clayton Anderson (1)                                    | 8 giugno 2007 STS-117                                                           | Fëdor Jurčichin (2), CMD Oleg Kotov (1)       | 148,62 giorni 10 giugno 2007 5 novembre 2007   | 7 novembre 2007 STS-120                        |                               |               |
| Expedition 16                                             | Clayton Anderson (1)                                    |                                                                                 |                                               |                                                |                                                |                               |               |
|                                                           | Clayton Anderson (1)                                    | Da sinistra: Anderson, Malenčenko, Tani, Eyharts, Whitson (Comandante), Reisman | Peggy Whitson (2), CMD Jurij Malenčenko (4)   | 10 ottobre 2007 Sojuz TMA-11                   | 194,50 giorni 12 ottobre 2007 19 aprile 2008   | 19 aprile 2008 Sojuz TMA-11   |               |
| Daniel Tani (2)                                           | 23 ottobre 2007 STS-120                                 | Da sinistra: Anderson, Malenčenko, Tani, Eyharts, Whitson (Comandante), Reisman | Peggy Whitson (2), CMD Jurij Malenčenko (4)   | 115,87 giorni 25 ottobre 2007 18 febbraio 2008 | 20 febbraio 2008 STS-122                       |                               |               |
| Léopold Eyharts (2)                                       | 7 febbraio 2008 STS-122                                 | Da sinistra: Anderson, Malenčenko, Tani, Eyharts, Whitson (Comandante), Reisman | Peggy Whitson (2), CMD Jurij Malenčenko (4)   | 44,30 giorni 9 febbraio 2008 25 marzo 2008     | 27 marzo 2008 STS-123                          |                               |               |
| Garrett Reisman (1)                                       | 11 marzo 2008 STS-123                                   | Da sinistra: Anderson, Malenčenko, Tani, Eyharts, Whitson (Comandante), Reisman | Peggy Whitson (2), CMD Jurij Malenčenko (4)   | 90,22 giorni 13 marzo 2008 11 giugno 2008      | 14 giugno 2008 STS-124                         |                               |               |
| Garrett Reisman (1)                                       | Expedition 17                                           |                                                                                 |                                               |                                                |                                                |                               |               |
| Garrett Reisman (1)                                       |                                                         | Da sinistra: Chamitoff, Reisman, Volkov (Comandante), Kononenko                 | Sergej Volkov (1), CMD Oleg Kononenko (1)     | 8 aprile 2008 Sojuz TMA-12                     | 196,47 giorni 10 aprile 2008 24 ottobre 2008   | 24 ottobre 2008 Sojuz TMA-12  |               |
| Gregory Chamitoff (1)                                     | 31 maggio 2008 STS-124                                  | Da sinistra: Chamitoff, Reisman, Volkov (Comandante), Kononenko                 | Sergej Volkov (1), CMD Oleg Kononenko (1)     | 178,86 giorni 2 giugno 2008 28 novembre 2008   | 30 novembre 2008 STS-126                       |                               |               |
| Gregory Chamitoff (1)                                     | Expedition 18                                           |                                                                                 |                                               |                                                |                                                |                               |               |
| Gregory Chamitoff (1)                                     |                                                         | Da sinistra: Wakata, Fincke (Comandante), Magnus, Lončakov, Chamitoff           | Michael Fincke (2), CMD Jurij Lončakov (3)    | 12 ottobre 2008 Sojuz TMA-13                   | 175,81 giorni 14 ottobre 2008 8 aprile 2009    | 8 aprile 2009 Sojuz TMA-13    |               |
| Sandra Magnus (2)                                         | 15 novembre 2008 STS-126                                | Da sinistra: Wakata, Fincke (Comandante), Magnus, Lončakov, Chamitoff           | Michael Fincke (2), CMD Jurij Lončakov (3)    | 129,91 giorni 16 novembre 2008 26 marzo 2009   | 28 marzo 2009 STS-119                          |                               |               |
| Kōichi Wakata (3)                                         | 15 marzo 2009 STS-119                                   | Da sinistra: Wakata, Fincke (Comandante), Magnus, Lončakov, Chamitoff           | Michael Fincke (2), CMD Jurij Lončakov (3)    | 132,84 giorni 17 marzo 2009 28 luglio 2009     | 31 luglio 2009 STS-127                         |                               |               |
| Kōichi Wakata (3)                                         | Expedition 19                                           |                                                                                 |                                               |                                                |                                                |                               |               |
| Kōichi Wakata (3)                                         |                                                         | Da sinistra: Barratt, Padalka (Comandante), Wakata                              | Gennadij Padalka (3), CMD Michael Barratt (1) | 26 marzo 2009 Sojuz TMA-14                     | 196,50 giorni 28 marzo 2009 11 ottobre 2009    | 11 ottobre 2009 Sojuz TMA-14  |               |

### Expedition 20 e 21
Dal maggio 2009 l'equipaggio dell'ISS viene portato a sei persone. Di conseguenza due capsule Soyuz rimangono permanentemente attraccate per essere utilizzate come veicolo di salvataggio. Ogni due o quattro mesi vengono sostituiti tre membri dell'equipaggio. Il comando passa ad ogni cambio, alternandosi tra un astronauta statunitense e un cosmonauta russo; cambia anche la numerazione dell'Expedition. In questo modo ogni membro dell'equipaggio viene a far parte di due Expedition. Gli equipaggi vengono trasportati prevalentemente con navette Soyuz ma continuano i voli dello Space Shuttle.
| Stemma            | Fotografia equipaggio                                                                                          | Equipaggio | Equipaggio                                     | Equipaggio                                                       | Inizio                                       | Soggiorno sulla ISS Aggancio Sgancio          | Atterraggio                   |  |
| ----------------- | --- | --- | ---------------------------------------------- | ---------------------------------------------------------------- | -------------------------------------------- | --------------------------------------------- | ----------------------------- |  |
| Expedition 20     | Expedition 20                                                                                                  | Gennadij Padalka (3), CMD Michael Barratt (1)                                                                           | Kōichi Wakata (3)                              |                                                                  |                                              |                                               |                               |  |
|                   | Da sinistra seduti: De Winne, Padalka (Comandante), Romanenko, in piedi: Thirsk, Barratt, Stott, Kopra, Wakata | Gennadij Padalka (3), CMD Michael Barratt (1)                                                                           | Kōichi Wakata (3)                              | Frank De Winne (2), 21 CMD Roman Romanenko (1) Robert Thirsk (2) | 27 maggio 2009 Sojuz TMA-15                  | 185,64 giorni 29 maggio 2009 1º dicembre 2009 | 1º dicembre 2009 Sojuz TMA-15 |  |
| Timothy Kopra (1) | Da sinistra seduti: De Winne, Padalka (Comandante), Romanenko, in piedi: Thirsk, Barratt, Stott, Kopra, Wakata | Gennadij Padalka (3), CMD Michael Barratt (1)                                                                           | 15 luglio 2009 STS-127                         | Frank De Winne (2), 21 CMD Roman Romanenko (1) Robert Thirsk (2) | 53,07 giorni 17 luglio 2009 8 settembre 2009 | 12 settembre 2009 STS-128                     |                               |  |
| Nicole Stott (1)  | Da sinistra seduti: De Winne, Padalka (Comandante), Romanenko, in piedi: Thirsk, Barratt, Stott, Kopra, Wakata | Gennadij Padalka (3), CMD Michael Barratt (1)                                                                           | 29 agosto 2009 STS-128                         | Frank De Winne (2), 21 CMD Roman Romanenko (1) Robert Thirsk (2) | 86,37 giorni 31 agosto 2009 25 novembre 2009 | 27 novembre 2009 STS-129                      |                               |  |
| Nicole Stott (1)  | Expedition 21                                                                                                  | |                                                | Frank De Winne (2), 21 CMD Roman Romanenko (1) Robert Thirsk (2) |                                              |                                               |                               |  |
| Nicole Stott (1)  | | Da sinistra: Maksim Suraev, Nicole Stott, Jeffrey Williams, Frank De Winne (Comandante), Robert Thirsk, Roman Romanenko | Jeffrey Williams (3), 22 CMD Maksim Suraev (1) | Frank De Winne (2), 21 CMD Roman Romanenko (1) Robert Thirsk (2) | 30 settembre 2009 Sojuz TMA-16               | 166,98 giorni 2 ottobre 2009 18 marzo 2010    | 18 marzo 2010 Sojuz TMA-16    |  |

### Expedition da 22 a 42
A causa della imminente fine del programma spaziale shuttle, a partire dal 2011 per sostituire gli equipaggi a lungo termine sarà utilizzata esclusivamente la navicella russa Sojuz. Infatti le ultime 6 missioni Shuttle non prevedono cambi di equipaggio.
| Stemma        | Fotografia equipaggio | Equipaggio                                                                    | Equipaggio                                                             | Inizio                          | Soggiorno sulla ISS Aggancio Sgancio          | Atterraggio                     |
| ------------- | --- | ----------------------------------------------------------------------------- | ---------------------------------------------------------------------- | ------------------------------- | --------------------------------------------- | ------------------------------- |
| Expedition 22 | Expedition 22 | Jeffrey Williams (3), CMD Maksim Suraev (1)                                   |                                                                        |                                 |                                               |                                 |
|               | Da sinistra: T.J. Creamer, Jeffrey Williams (Comandante), Maksim Suraev, Oleg Kotov, Sōichi Noguchi                                                       | Jeffrey Williams (3), CMD Maksim Suraev (1)                                   | Oleg Kotov (2), 23 CMD Sōichi Noguchi (2) Timothy Creamer (1)          | 20 dicembre 2009 Sojuz TMA-17   | 161,05 giorni 22 dicembre 2009 2 giugno 2010  | 2 giugno 2010 Sojuz TMA-17      |
| Expedition 23 | |                                                                               | Oleg Kotov (2), 23 CMD Sōichi Noguchi (2) Timothy Creamer (1)          |                                 |                                               |                                 |
|               | Da sinistra: Michail Kornienko, Tracy Caldwell-Dyson, Alexander Skvorcov, Oleg Kotov (Comandante), T.J. Creamer, Sōichi Noguchi                           | Alexander Skvorvov (1), 24 CMD Michail Kornienko (1) Tracy Caldwell-Dyson (2) | Oleg Kotov (2), 23 CMD Sōichi Noguchi (2) Timothy Creamer (1)          | 2 aprile 2010 Sojuz TMA-18      | 173,86 giorni 4 aprile 2010 25 settembre 2010 | 25 settembre 2010 Sojuz TMA-18  |
| Expedition 24 | | Alexander Skvorvov (1), 24 CMD Michail Kornienko (1) Tracy Caldwell-Dyson (2) |                                                                        |                                 |                                               |                                 |
|               | Da sinistra seduti: Alexander Skvorcov (Comandante), Shannon Walker, in piedi: Douglas Wheelock, Tracy Caldwell-Dyson, Michail Kornienko, Fëdor Jurčichin | Alexander Skvorvov (1), 24 CMD Michail Kornienko (1) Tracy Caldwell-Dyson (2) | Douglas Wheelock (2), 25 CMD Fëdor Jurčichin (3) Shannon Walker (1)    | 15 giugno 2010 Sojuz TMA-19     | 161,12 giorni 17 giugno 2010 26 novembre 2010 | 26 novembre 2010 Sojuz TMA-19   |
| Expedition 25 | |                                                                               | Douglas Wheelock (2), 25 CMD Fëdor Jurčichin (3) Shannon Walker (1)    |                                 |                                               |                                 |
|               | Da sinistra: Oleg Skripočka, Alexander Kaleri, Scott J. Kelly, Douglas Wheelock (Comandante), Shannon Walker, Fëdor Jurčichin                             | Scott Kelly (3), 26 CMD Oleg Skripotska (1) Alexander Kaleri (5)              | Douglas Wheelock (2), 25 CMD Fëdor Jurčichin (3) Shannon Walker (1)    | 7 ottobre 2010 Sojuz TMA-01M    | 157,18 giorni 10 ottobre 2010 16 marzo 2011   | 16 marzo 2011 Sojuz TMA-01M     |
| Expedition 26 | | Scott Kelly (3), 26 CMD Oleg Skripotska (1) Alexander Kaleri (5)              |                                                                        |                                 |                                               |                                 |
|               | Da sinistra: Oleg Skripočka, Alexander Kaleri, Dmitri Kondratjev, Paolo Nespoli, Catherine Coleman, Scott Kelly (Comandante)                              | Scott Kelly (3), 26 CMD Oleg Skripotska (1) Alexander Kaleri (5)              | Dmitri Kondratjev (1), 27 CMD Catherine Coleman (3) Paolo Nespoli (2)  | 15 dicembre 2010 Sojuz TMA-20   | 157,06 giorni 17 dicembre 2010 23 maggio 2011 | 24 maggio 2011 Sojuz TMA-20     |
| Expedition 27 | |                                                                               | Dmitri Kondratjev (1), 27 CMD Catherine Coleman (3) Paolo Nespoli (2)  |                                 |                                               |                                 |
|               | Da sinistra: Ronald Garan, Paolo Nespoli, Alexander Samokutajev, Catherine Coleman, Andrei Borisenko, Dmitri Kondratjev (Comandante)                      | Andrej Borisenko (1), 28 CMD Alexander Samokutjaev (1) Ronald Garan (2)       | Dmitri Kondratjev (1), 27 CMD Catherine Coleman (3) Paolo Nespoli (2)  | 4 aprile 2011 Sojuz TMA-21      | 162,06 giorni 6 aprile 2011 16 settembre 2011 | 16 settembre 2011 Sojuz TMA-21  |
| Expedition 28 | | Andrej Borisenko (1), 28 CMD Alexander Samokutjaev (1) Ronald Garan (2)       |                                                                        |                                 |                                               |                                 |
|               | Da sinistra: Satoshi Furukawa, Mike Fossum, Ron Garan, Alexander Samokutajev, Sergei Volkov, Andrei Borisenko (Comandante)                                | Andrej Borisenko (1), 28 CMD Alexander Samokutjaev (1) Ronald Garan (2)       | Michael Fossum (3), 29 CMD Sergej Volkov (2) Satoshi Furukawa (1)      | 7 giugno 2011 Sojuz TMA-02M     | 165,07 giorni 9 giugno 2011 21 novembre 2011  | 22 novembre 2011 Sojuz TMA-02M  |
| Expedition 29 | |                                                                               | Michael Fossum (3), 29 CMD Sergej Volkov (2) Satoshi Furukawa (1)      |                                 |                                               |                                 |
|               | Da sinistra: Satoshi Furukawa, Mike Fossum (Comandante), Sergei Volkov, Anatoli Ivanishin, Daniel Burbank, Anton Skaplerov                                | Daniel Burbank (3), 30 CMD Anton Skaplerov (1) Anatolij Ivanišin (1)          | Michael Fossum (3), 29 CMD Sergej Volkov (2) Satoshi Furukawa (1)      | 14 novembre 2011 Sojuz TMA-22   | 163 giorni 16 novembre 2011 27 aprile 2012    | 27 aprile 2012 Sojuz TMA-22     |
| Expedition 30 | | Daniel Burbank (3), 30 CMD Anton Skaplerov (1) Anatolij Ivanišin (1)          |                                                                        |                                 |                                               |                                 |
|               | Da sinistra: Anton Skaplerov, Daniel Burbank(Comandante), Anatoli Ivanishin, André Kuipers, Oleg Kononenko, Donald Pettit                                 | Daniel Burbank (3), 30 CMD Anton Skaplerov (1) Anatolij Ivanišin (1)          | Oleg Kononenko (2), 31 CMD Donald Pettit (3) André Kuipers (2)         | 21 dicembre 2011 Sojuz TMA-03M  | 190 giorni 23 dicembre 2011 1º luglio 2012    | 1º luglio 2012 Sojuz TMA-03M    |
| Expedition 31 | |                                                                               | Oleg Kononenko (2), 31 CMD Donald Pettit (3) André Kuipers (2)         |                                 |                                               |                                 |
|               | Da sinistra: Joseph Acaba, Gennadij Padalka, Sergei Revin, André Kuipers, Oleg Kononenko (Comandante), Donald Pettit                                      | Gennadij Padalka (4), 32 CMD Sergej Revin (1) Joseph Acaba (2)                | Oleg Kononenko (2), 31 CMD Donald Pettit (3) André Kuipers (2)         | 15 maggio 2012 Sojuz TMA-04M    | 122 giorni 17 maggio 2012 16 settembre 2012   | 17 settembre 2012 Sojuz TMA-04M |
| Expedition 32 | | Gennadij Padalka (4), 32 CMD Sergej Revin (1) Joseph Acaba (2)                |                                                                        |                                 |                                               |                                 |
|               | Da sinistra: Akihiko Hoshide, Juri Malenčenko, Sunita Williams, Joseph Acaba, Gennadij Padalka (Comandante), Sergei Revin                                 | Gennadij Padalka (4), 32 CMD Sergej Revin (1) Joseph Acaba (2)                | Sunita Williams (2), 33 CMD Jurij Malenčenko (5) Akihiko Hoshide (2)   | 15 luglio 2012 Sojuz TMA-05M    | 124 giorni 17 luglio 2012 18 novembre 2012    | 19 novembre 2012 Sojuz TMA-05M  |
| Expedition 33 | |                                                                               | Sunita Williams (2), 33 CMD Jurij Malenčenko (5) Akihiko Hoshide (2)   |                                 |                                               |                                 |
|               | Da sinistra: Sunita Williams (Comandante), Juri Malenčenko, Akihiko Hoshide, Evgenij Tarelkin, Oleg Novickij, Kevin Ford                                  | Kevin Ford (2), 34 CMD Oleg Novickij (1) Evgenij Tarelkin (1)                 | Sunita Williams (2), 33 CMD Jurij Malenčenko (5) Akihiko Hoshide (2)   | 23 ottobre 2012 Sojuz TMA-06M   | 141,47 giorni 25 ottobre 2012 15 marzo 2013   | 16 marzo 2013 Sojuz TMA-06M     |
| Expedition 34 | | Kevin Ford (2), 34 CMD Oleg Novickij (1) Evgenij Tarelkin (1)                 |                                                                        |                                 |                                               |                                 |
|               | Da sinistra: Oleg Novickij, Kevin Ford (Comandante), Evgenij Tarelkin, Roman Romanenko, Chris Hadfield, Thomas Marshburn                                  | Kevin Ford (2), 34 CMD Oleg Novickij (1) Evgenij Tarelkin (1)                 | Chris Hadfield (3), 35 CMD Roman Romanenko (2) Thomas Marshburn (2)    | 19 dicembre 2012 Sojuz TMA-07M  | 143 giorni 21 dicembre 2012 14 maggio 2013    | 14 maggio 2013 Sojuz TMA-07M    |
| Expedition 35 | |                                                                               | Chris Hadfield (3), 35 CMD Roman Romanenko (2) Thomas Marshburn (2)    |                                 |                                               |                                 |
|               | Da sinistra: Alexander Misurkin, Pavel Vinogradov, Christopher Cassidy, Roman Romanenko, Chris Hadfield (Comandante), Thomas Marshburn                    | Pavel Vinogradov (3), 36 CMD Aleksandr Misurkin (1) Christopher Cassidy (2)   | Chris Hadfield (3), 35 CMD Roman Romanenko (2) Thomas Marshburn (2)    | 28 marzo 2013 Sojuz TMA-08M     | 165,88 Giorni 29 marzo 2013 10 settembre 2013 | 11 settembre 2013 Sojuz TMA-08M |
| Expedition 36 | | Pavel Vinogradov (3), 36 CMD Aleksandr Misurkin (1) Christopher Cassidy (2)   |                                                                        |                                 |                                               |                                 |
|               | Da sinistra: Alexander Misurkin, Pavel Vinogradov (Comandante), Christopher Cassidy, Luca Parmitano, Fëdor Jurtschichin, Karen Nyberg                     | Pavel Vinogradov (3), 36 CMD Aleksandr Misurkin (1) Christopher Cassidy (2)   | Fëdor Jurčichin (4), 37 CMD Karen Nyberg (2) Luca Parmitano (1)        | 28 maggio 2013 Sojuz TMA-09M    | 164 giorni 29 maggio 2013 10 novembre 2013    | 11 novembre 2013 Sojuz TMA-09M  |
| Expedition 37 | |                                                                               | Fëdor Jurčichin (4), 37 CMD Karen Nyberg (2) Luca Parmitano (1)        |                                 |                                               |                                 |
|               | Da sinistra: Karen Nyberg, Fëdor Jurčichin (Comandante), Luca Parmitano, Michael Hopkins, Oleg Kotov, Sergei Rjazanski                                    | Oleg Kotov (3), 38 CMD Sergej Rjazanskij (1) Michael Hopkins (1)              | Fëdor Jurčichin (4), 37 CMD Karen Nyberg (2) Luca Parmitano (1)        | 25 settembre 2013 Sojuz TMA-10M | 164 giorni 26 settembre 2013 11 marzo 2014    | 11 marzo 2014 Sojuz TMA-10M     |
| Expedition 38 | | Oleg Kotov (3), 38 CMD Sergej Rjazanskij (1) Michael Hopkins (1)              |                                                                        |                                 |                                               |                                 |
|               | Da sinistra: Michail Tjurin, Koichi Wakata, Richard Mastracchio, Sergej Rjazanskij, Oleg Kotov (Comandante), Michael Hopkins                              | Oleg Kotov (3), 38 CMD Sergej Rjazanskij (1) Michael Hopkins (1)              | Kōichi Wakata (4), 39 CMD Michail Tjurin, (3) Richard Mastracchio (4)  | 7 novembre 2013 Sojuz TMA-11M   | 185 giorni 7 novembre 2013 13 maggio 2014     | 14 maggio 2014 Sojuz TMA-11M    |
| Expedition 39 | |                                                                               | Kōichi Wakata (4), 39 CMD Michail Tjurin, (3) Richard Mastracchio (4)  |                                 |                                               |                                 |
|               | Da sinistra: Oleg Artemyev, Steven Swanson, Aleksandr Skvorcov, Michail Tjurin, Koichi Wakata (Comandante), Richard Mastracchio                           | Steven Swanson (3), 40 CMD Aleksandr Skvorcov (2) Oleg Artem'ev (1)           | Kōichi Wakata (4), 39 CMD Michail Tjurin, (3) Richard Mastracchio (4)  | 25 marzo 2014 Sojuz TMA-12M     | 167 giorni 27 marzo 2014 10 settembre 2014    | 11 settembre 2014 Sojuz TMA-12M |
| Expedition 40 | | Steven Swanson (3), 40 CMD Aleksandr Skvorcov (2) Oleg Artem'ev (1)           |                                                                        |                                 |                                               |                                 |
|               | Da sinistra: Alexander Skvortsov, Steve Swanson (Comandante), Oleg Artemyev, Alexander Gerst, Maksim Suraev e Reid Wiseman                                | Steven Swanson (3), 40 CMD Aleksandr Skvorcov (2) Oleg Artem'ev (1)           | Maksim Suraev (2), 41 CMD Gregory R. Wiseman (1) Alexander Gerst (1)   | 28 maggio 2014 Sojuz TMA-13M    | 163 giorni 29 maggio 2014 10 novembre 2014    | 10 novembre 2014 Sojuz TMA-13M  |
| Expedition 41 | |                                                                               | Maksim Suraev (2), 41 CMD Gregory R. Wiseman (1) Alexander Gerst (1)   |                                 |                                               |                                 |
|               | Davanti da sinistra: Maksim Suraev (Comandante), Barry Wilmore. Dietro da sinistra: Reid Wiseman, Alexander Gerst, Alexander Samokutyaev e Elena Serova   | Barry Wilmore (2), 42 CMD Aleksandr Samokutjaev (2) Elena Serova (1)          | Maksim Suraev (2), 41 CMD Gregory R. Wiseman (1) Alexander Gerst (1)   | 25 settembre 2014 Sojuz TMA-14M | 165 giorni 26 settembre 2014 11 marzo 2015    | 12 marzo 2015 Sojuz TMA-14M     |
| Expedition 42 | | Barry Wilmore (2), 42 CMD Aleksandr Samokutjaev (2) Elena Serova (1)          |                                                                        |                                 |                                               |                                 |
|               | Da sinistra: Elena Serova, Barry Wilmore (Comandante), Aleksandr Samokutjaev, Anton Škaplerov, Terry Virts, Samantha Cristoforetti                        | Barry Wilmore (2), 42 CMD Aleksandr Samokutjaev (2) Elena Serova (1)          | Terry Virts (2), 43 CMD Anton Škaplerov (2) Samantha Cristoforetti (1) | 23 novembre 2014 Sojuz TMA-15M  | 197 giorni 24 novembre 2014 11 giugno 2015    | 11 giugno 2015 Sojuz TMA-15M    |

### Missione annuale
| Stemma        | Fotografia equipaggio | Equipaggio                   | Equipaggio                                                           | Equipaggio                                                             | Inizio                         | Soggiorno sulla ISS Aggancio Sgancio          | Atterraggio                     |
| ------------- | --- | ---------------------------- | -------------------------------------------------------------------- | ---------------------------------------------------------------------- | ------------------------------ | --------------------------------------------- | ------------------------------- |
| Expedition 43 | Expedition 43 | Expedition 43                | Expedition 43                                                        | Terry Virts (2), CMD 43 Anton Škaplerov (2) Samantha Cristoforetti (1) |                                |                                               |                                 |
|               | Da sinistra: Gennadij Padalka, Scott Kelly, Anton Škaplerov, Samantha Cristoforetti, Michail Kornienko, Terry Virts (comandante) | Gennadij Padalka (5), 44 CMD | Missione di un anno Scott Kelly (4), 45-46 CMD Michail Kornienko (2) | Terry Virts (2), CMD 43 Anton Škaplerov (2) Samantha Cristoforetti (1) | 27 marzo 2015 Sojuz TMA-16M    | 167,83 giorni 28 marzo 2015 11 settembre 2015 | 12 settembre 2015 Sojuz TMA-16M |
| Expedition 44 | | Gennadij Padalka (5), 44 CMD | Missione di un anno Scott Kelly (4), 45-46 CMD Michail Kornienko (2) |                                                                        |                                |                                               |                                 |
|               | Da sinistra: Kjell Lindgren, Oleg Kononenko, Kimiya Yui, Scott Kelly, Gennadij Padalka (comandante), Michail Kornienko           | Gennadij Padalka (5), 44 CMD | Missione di un anno Scott Kelly (4), 45-46 CMD Michail Kornienko (2) | Oleg Kononenko (3) Kimiya Yui (1) Kjell Lindgren (1)                   | 22 luglio 2015 Sojuz TMA-17M   | 141 giorni 22 luglio 2015 11 dicembre 2015    | 11 dicembre 2015 Sojuz TMA-17M  |
| Expedition 45 | |                              | Missione di un anno Scott Kelly (4), 45-46 CMD Michail Kornienko (2) | Oleg Kononenko (3) Kimiya Yui (1) Kjell Lindgren (1)                   |                                |                                               |                                 |
|               | Da sinistra: Scott Kelly (comandante), Sergej Volkov, Michail Korniienko, Kjell Lindgren, Oleg Kononenko, Kimiya Yui             | Sergej Volkov (3)            | Missione di un anno Scott Kelly (4), 45-46 CMD Michail Kornienko (2) | Oleg Kononenko (3) Kimiya Yui (1) Kjell Lindgren (1)                   | 2 settembre 2015 Sojuz TMA-18M | 179 giorni 4 settembre 2015 2 marzo 2016      | 2 marzo 2016 Sojuz TMA-18M      |
| Expedition 46 | | Sergej Volkov (3)            | Missione di un anno Scott Kelly (4), 45-46 CMD Michail Kornienko (2) |                                                                        |                                |                                               |                                 |
|               | Da sinistra: Scott Kelly (comandante), Sergej Volkov, Michail Korniienko, Timothy Kopra, Timothy Peake, Jurij Malencenko         | Sergej Volkov (3)            | Missione di un anno Scott Kelly (4), 45-46 CMD Michail Kornienko (2) | Timothy Kopra (2), 47 CMD Jurij Malencenko (6) Timothy Peake (1)       | 15 dicembre 2015 Sojuz TMA-19M | 185 giorni 15 dicembre 2015 18 giugno 2016    | 18 giugno 2016 Sojuz TMA-19M    |

### Expedition da 47 a 62
| Stemma        | Fotografia equipaggio | Equipaggio                                                             | Equipaggio                                                                   | Inizio                        | Soggiorno sulla ISS Aggancio Sgancio                 | Atterraggio                    |
| ------------- | --- | ---------------------------------------------------------------------- | ---------------------------------------------------------------------------- | ----------------------------- | ---------------------------------------------------- | ------------------------------ |
| Expedition 47 | Expedition 47 | Expedition 47                                                          | Timothy Kopra (2), 47 CMD Jurij Malencenko (6) Timothy Peake (1)             |                               |                                                      |                                |
|               | Da sinistra: Oleg Skripočka, Jeffrey Williams, Aleksej Ovčinin, Timothy Peake, Timothy Kopra (comandante), Jurij Malencenko                           | Jeffrey Williams (4), 48 CMD Aleksej Ovčinin (1) Oleg Skripočka (2)    | Timothy Kopra (2), 47 CMD Jurij Malencenko (6) Timothy Peake (1)             | 18 marzo 2016 Sojuz TMA-20M   | 170 giorni 19 marzo 2016 6 settembre 2016            | 6 settembre 2016 Sojuz TMA-20M |
| Expedition 48 | | Jeffrey Williams (4), 48 CMD Aleksej Ovčinin (1) Oleg Skripočka (2)    |                                                                              |                               |                                                      |                                |
|               | Da sinistra: Oleg Skripočka, Jeffrey Williams (comandante), Aleksej Ovčinin, Takuya Ōnishi, Anatolij Ivanišin, Kathleen Rubins                        | Jeffrey Williams (4), 48 CMD Aleksej Ovčinin (1) Oleg Skripočka (2)    | Anatolij Ivanišin (2), 49 CMD Takuya Ōnishi (1) Kathleen Rubins (1)          | 7 luglio 2016 Sojuz MS-01     | 112 giorni e 20 ore 9 luglio 2016 30 ottobre 2016    | 30 ottobre 2016 Sojuz MS-01    |
| Expedition 49 | |                                                                        | Anatolij Ivanišin (2), 49 CMD Takuya Ōnishi (1) Kathleen Rubins (1)          |                               |                                                      |                                |
|               | Da sinistra: Sergej Ryžikov, Robert Kimbrough, Andrej Borisenko, Kathleen Rubins, Anatolij Ivanišin (comandante), Takuya Ōnishi                       | Robert Kimbrough (2), 50 CMD Sergej Ryžikov (1) Andrej Borisenko (2)   | Anatolij Ivanišin (2), 49 CMD Takuya Ōnishi (1) Kathleen Rubins (1)          | 19 ottobre 2016 Sojuz MS-02   | 170 giorni 23 ore 21 ottobre 2016 10 aprile 2017     | 10 aprile 2017 Sojuz MS-02     |
| Expedition 50 | | Robert Kimbrough (2), 50 CMD Sergej Ryžikov (1) Andrej Borisenko (2)   |                                                                              |                               |                                                      |                                |
|               | Da sinistra: Andrej Borisenko, Robert Kimbrough (comandante), Sergej Ryžikov, Thomas Pesquet, Peggy Whitson, Oleg Novickij                            | Robert Kimbrough (2), 50 CMD Sergej Ryžikov (1) Andrej Borisenko (2)   | Oleg Novickij (2) Thomas Pesquet (1) Peggy Whitson (3), 51 CMD               | 17 novembre 2016 Sojuz MS-03  | 194 giorni 13 ore 19 novembre 2016 2 giugno 2017     | 2 giugno 2017 Sojuz MS-03      |
| Expedition 51 | |                                                                        | Oleg Novickij (2) Thomas Pesquet (1) Peggy Whitson (3), 51 CMD               |                               |                                                      |                                |
|               | Da sinistra: Jack Fischer, Fëdor Jurčichin, Thomas Pesquet, Peggy Whitson (comandante), Oleg Novickij                                                 | Fëdor Jurčichin (5), 52 CMD Jack Fischer (1) Peggy Whitson (3), 51 CMD | Oleg Novickij (2) Thomas Pesquet (1) Peggy Whitson (3), 51 CMD               | 20 aprile 2017 Sojuz MS-04    | 135 giorni 8 ore 20 aprile 2017 3 settembre 2017     | 3 settembre 2017 Sojuz MS-04   |
| Expedition 52 | | Fëdor Jurčichin (5), 52 CMD Jack Fischer (1) Peggy Whitson (3), 51 CMD |                                                                              |                               |                                                      |                                |
|               | Da sinistra: Jack Fischer, Fëdor Jurčichin (comandante), Peggy Whitson, Paolo Nespoli, Randolph Bresnik, Sergej Rjazanskij                            | Fëdor Jurčichin (5), 52 CMD Jack Fischer (1) Peggy Whitson (3), 51 CMD | Randolph Bresnik (2), 53 CMD Sergej Rjazanskij (2) Paolo Nespoli (3)         | 28 luglio 2017 Sojuz MS-05    | 138 giorni 7 ore 28 luglio 2017 14 dicembre 2017     | 14 dicembre 2017 Sojuz MS-05   |
| Expedition 53 | |                                                                        | Randolph Bresnik (2), 53 CMD Sergej Rjazanskij (2) Paolo Nespoli (3)         |                               |                                                      |                                |
|               | Da sinistra: Joseph Acaba, Aleksandr Misurkin, Mark Vande Hei, Sergei Rjazanskij, Randolph Bresnik (comandante), Paolo Nespoli                        | Aleksandr Misurkin (2), 54 CMD Mark Vande Hei (1) Joseph Acaba (3)     | Randolph Bresnik (2), 53 CMD Sergej Rjazanskij (2) Paolo Nespoli (3)         | 12 settembre 2017 Sojuz MS-06 | 167 giorni 20 ore 13 settembre 2017 27 febbraio 2018 | 28 febbraio 2018 Sojuz MS-06   |
| Expedition 54 | | Aleksandr Misurkin (2), 54 CMD Mark Vande Hei (1) Joseph Acaba (3)     |                                                                              |                               |                                                      |                                |
|               | Da sinistra: Joseph Acaba, Mark Vande Hei, Aleksandr Misurkin (comandante), Anton Škaplerov, Scott Tingle, Norishige Kanai                            | Aleksandr Misurkin (2), 54 CMD Mark Vande Hei (1) Joseph Acaba (3)     | Anton Škaplerov (3), 55 CMD Scott Tingle (1) Norishige Kanai (1)             | 17 dicembre 2017 Sojuz MS-07  | 166 giorni 19 dicembre 2017 3 giugno 2018            | 3 giugno 2018 Sojuz MS-07      |
| Expedition 55 | |                                                                        | Anton Škaplerov (3), 55 CMD Scott Tingle (1) Norishige Kanai (1)             |                               |                                                      |                                |
|               | Da sinistra in alto: Richard Arnold, Andrew Feustel, Oleg Artem'ev. Da sinistra in basso: Scott Tingle, Anton Škaplerov (comandante), Norishige Kanai | Andrew Feustel (3), 56 CMD Oleg Artem'ev (2) Richard Arnold (2)        | Anton Škaplerov (3), 55 CMD Scott Tingle (1) Norishige Kanai (1)             | 21 marzo 2018 Sojuz MS-08     | 194 giorni 12 ore 23 marzo 2018 4 ottobre 2018       | 4 ottobre 2018 Sojuz MS-08     |
| Expedition 56 | | Andrew Feustel (3), 56 CMD Oleg Artem'ev (2) Richard Arnold (2)        |                                                                              |                               |                                                      |                                |
|               | Da sinistra: Oleg Artem'ev, Andrew Feustel (comandante), Richard Arnold, Sergej Prokop'ev, Alexander Gerst, Serena Auñón-Chancellor                   | Andrew Feustel (3), 56 CMD Oleg Artem'ev (2) Richard Arnold (2)        | Alexander Gerst (2), 57 CMD Sergej Prokop'ev (1) Serena Auñón-Chancellor (1) | 6 giugno 2018 Sojuz MS-09     | 195 giorni 12 ore 8 giugno 2018 20 dicembre 2018     | 20 dicembre 2018 Sojuz MS-09   |
| Expedition 57 | |                                                                        | Alexander Gerst (2), 57 CMD Sergej Prokop'ev (1) Serena Auñón-Chancellor (1) |                               |                                                      |                                |
|               | Da sinistra: David Saint-Jacques, Serena Auñón-Chancellor, Anne McClain, Oleg Kononenko, Alexander Gerst (comandante), Sergej Prokop'ev               | Oleg Kononenko (4), 58 CMD David Saint-Jacques (1) Anne McClain (1)    | Alexander Gerst (2), 57 CMD Sergej Prokop'ev (1) Serena Auñón-Chancellor (1) | 3 dicembre 2018 Sojuz MS-11   | 203 giorni 5 ore 3 dicembre 2018 24 giugno 2019      | 25 giugno 2019 Sojuz MS-11     |
| Expedition 58 | | Oleg Kononenko (4), 58 CMD David Saint-Jacques (1) Anne McClain (1)    |                                                                              |                               |                                                      |                                |
|               | Da sinistra: Anne McClain, Oleg Kononenko (comandante), David Saint-Jacques                                                                           | Oleg Kononenko (4), 58 CMD David Saint-Jacques (1) Anne McClain (1)    |                                                                              |                               |                                                      |                                |
| Expedition 59 | | Oleg Kononenko (4), 58 CMD David Saint-Jacques (1) Anne McClain (1)    |                                                                              |                               |                                                      |                                |
|               | Da sinistra: David Saint-Jacques, Anne McClain, Oleg Kononenko (comandante), Aleksej Ovčinin, Nick Hague, Christina Koch                              | Oleg Kononenko (4), 58 CMD David Saint-Jacques (1) Anne McClain (1)    | Aleksej Ovčinin (2), 60 CMD Nick Hague (1) Christina Koch (1)                | 14 marzo 2019 Sojuz MS-12     | 202 giorni 6 ore 15 marzo 2019 3 ottobre 2019        | 3 ottobre 2019 Sojuz MS-12     |
| Expedition 60 | |                                                                        | Aleksej Ovčinin (2), 60 CMD Nick Hague (1) Christina Koch (1)                |                               |                                                      |                                |
|               | Da in alto a sinistra, senso orario: Ovčinin, Hague, Parmitano, Skvorcov, Morgan, Koch                                                                | Luca Parmitano (2), 61 CMD Aleksandr Skvorcov (3) Andrew Morgan (1)    | Aleksej Ovčinin (2), 60 CMD Nick Hague (1) Christina Koch (1)                | 20 luglio 2019 Sojuz MS-13    | 200 giorni 6 ore 20 luglio 2019 6 febbraio 2020      | 6 febbraio 2020 Sojuz MS-13    |
| Expedition 61 | | Luca Parmitano (2), 61 CMD Aleksandr Skvorcov (3) Andrew Morgan (1)    |                                                                              |                               |                                                      |                                |
|               | Da sinistra: Morgan, Skvorcov, Parmitano (comandante), Skripočka, Meir, Koch                                                                          | Luca Parmitano (2), 61 CMD Aleksandr Skvorcov (3) Andrew Morgan (1)    | Oleg Skripočka (3), 62 CMD Jessica Meir (1) Andrew Morgan (1)                | 25 settembre 2019 Sojuz MS-15 | 204 giorni 6 ore 25 settembre 2019 17 aprile 2020    | 17 aprile 2020 Sojuz MS-15     |
| Expedition 62 | |                                                                        | Oleg Skripočka (3), 62 CMD Jessica Meir (1) Andrew Morgan (1)                |                               |                                                      |                                |
|               | Da sinistra: Morgan, Skripočka (comandante), Meir |                                                                        | Oleg Skripočka (3), 62 CMD Jessica Meir (1) Andrew Morgan (1)                |                               |                                                      |                                |

### Expedition da 63
Con l'avvio delle missioni con equipaggio del veicolo commerciale SpaceX Crew Dragon la durata media delle Expedition è passata da 3 a 6 mesi. Ogni equipaggio fa parte di una sola Expedition e inoltre è stato reintrodotto il periodo di passaggio di consegne tra l'equipaggio precedente e quello successivo di una settimana circa. 
| Stemma                                                                                               | Fotografia equipaggio                                                                              | Equipaggio                                                           | Equipaggio                                                                 | Inizio                                        | Soggiorno sulla ISS Aggancio Sgancio             | Atterraggio                   |               |
| Expedition 63                                                                                        | Expedition 63                                                                                      | Expedition 63                                                        | Expedition 63                                                              | Expedition 63                                 | Expedition 63                                    | Expedition 63                 | Expedition 63 |
| --- | -------------------------------------------------------------------------------------------------- | -------------------------------------------------------------------- | -------------------------------------------------------------------------- | --------------------------------------------- | ------------------------------------------------ | ----------------------------- | ------------- |
| | Da sinistra in alto: Ivanišin, Cassidy (comandante), Vagner; da sinistra in basso: Hurley, Behnken | Christopher Cassidy (3), CMD Anatolij Ivanišin (3) Ivan Vagner (1)   |                                                                            | 9 aprile 2020 Sojuz MS-16                     | 195 giorni 9 ore 9 aprile 2020 21 ottobre 2020   | 21 ottobre 2020 Sojuz MS-16   |               |
| Robert Behnken (3) Douglas Hurley (3)                                                                | Da sinistra in alto: Ivanišin, Cassidy (comandante), Vagner; da sinistra in basso: Hurley, Behnken | Christopher Cassidy (3), CMD Anatolij Ivanišin (3) Ivan Vagner (1)   | 30 maggio 2020 SpaceX Demo 2                                               | 62 giorni 9 ore 31 maggio 2020 1º agosto 2020 | 2 agosto 2020 SpaceX Demo 2                      |                               |               |
| Expedition 64                                                                                        | |                                                                      |                                                                            |                                               |                                                  |                               |               |
| | Da sx: Rubins, Glover, Noguchi, Ryžikov (CMD), Hopkins, Walker, Kud'-Sverčkov                      | Sergej Ryžikov (2), CMD Sergej Kud'-Sverčkov (1) Kathleen Rubins (2) |                                                                            | 14 ottobre 2020 Sojuz MS-17                   | 185 giorni 16 ore 14 ottobre 2020 17 aprile 2021 | 17 aprile 2021 Sojuz MS-17    |               |
| Michael Hopkins (2) Victor Glover (1) Soichi Noguchi (3) Shannon Walker (2), 1º 65 CMD               | Da sx: Rubins, Glover, Noguchi, Ryžikov (CMD), Hopkins, Walker, Kud'-Sverčkov                      | Sergej Ryžikov (2), CMD Sergej Kud'-Sverčkov (1) Kathleen Rubins (2) | 16 novembre 2020 SpaceX Crew-1                                             | 166 giorni 17 novembre 2020 2 maggio 2021     | 2 maggio SpaceX Crew-1                           |                               |               |
| Michael Hopkins (2) Victor Glover (1) Soichi Noguchi (3) Shannon Walker (2), 1º 65 CMD               | Expedition 65                                                                                      |                                                                      |                                                                            |                                               |                                                  |                               |               |
| Michael Hopkins (2) Victor Glover (1) Soichi Noguchi (3) Shannon Walker (2), 1º 65 CMD               | |                                                                      | Oleg Novickij (3) Pëtr Dubrov (1) Mark Vande Hei (2)                       | 9 aprile 2021 Sojuz MS-18                     | 190 giorni 9 aprile 2021 17 ottobre 2021         | 17 ottobre 2021 Sojuz MS-18   |               |
| Akihiko Hoshide (3), 2º 65 CMD Thomas Pesquet (2), 1º 66 CMD Robert Kimbrough (3) Megan McArthur (2) | 23 aprile 2021 SpaceX Crew-2                                                                       | 200 giorni 24 aprile 2021 8 novembre 2021                            | Oleg Novickij (3) Pëtr Dubrov (1) Mark Vande Hei (2)                       | 8 novembre 2021 (pianificato) SpaceX Crew-2   |                                                  |                               |               |
| Akihiko Hoshide (3), 2º 65 CMD Thomas Pesquet (2), 1º 66 CMD Robert Kimbrough (3) Megan McArthur (2) | Expedition 66                                                                                      |                                                                      |                                                                            |                                               |                                                  |                               |               |
| Akihiko Hoshide (3), 2º 65 CMD Thomas Pesquet (2), 1º 66 CMD Robert Kimbrough (3) Megan McArthur (2) | |                                                                      | Anton Škaplerov (4), 2º 66 CMD Pëtr Dubrov (1) Mark Vande Hei (2)          | 5 ottobre 2021 Sojuz MS-19                    | 176 giorni 5 ottobre 2021 30 marzo 2022          | 30 marzo 2022 Sojuz MS-19     |               |
| Thomas Marshburn (3), 1º 67 CMD Raja Chari (1) Matthias Maurer (1) Kayla Barron (1)                  | 11 novembre 2021 SpaceX Crew-3                                                                     | 176 giorni 11 novembre 2021 5 maggio 2022                            | Anton Škaplerov (4), 2º 66 CMD Pëtr Dubrov (1) Mark Vande Hei (2)          | 6 maggio 2022 SpaceX Crew-3                   |                                                  |                               |               |
| Thomas Marshburn (3), 1º 67 CMD Raja Chari (1) Matthias Maurer (1) Kayla Barron (1)                  | Expedition 67                                                                                      |                                                                      |                                                                            |                                               |                                                  |                               |               |
| Thomas Marshburn (3), 1º 67 CMD Raja Chari (1) Matthias Maurer (1) Kayla Barron (1)                  | |                                                                      | Oleg Artem'ev (3), 2º 67 CMD Denis Matveev (1) Sergej Korsakov (1)         | 18 marzo 2022 Sojuz MS-21                     | 194 giorni 18 marzo 2022 29 settembre 2022       | 29 settembre 2022 Sojuz MS-21 |               |
| Samantha Cristoforetti (2), 1º 68 CMD Kjell Lindgren (2) Robert Hines (1) Jessica Watkins (1)        | 27 aprile 2022 SpaceX Crew-4                                                                       | 169 giorni 28 aprile 2022 14 ottobre 2022                            | Oleg Artem'ev (3), 2º 67 CMD Denis Matveev (1) Sergej Korsakov (1)         | 14 ottobre 2022 SpaceX Crew-4                 |                                                  |                               |               |
| Samantha Cristoforetti (2), 1º 68 CMD Kjell Lindgren (2) Robert Hines (1) Jessica Watkins (1)        | Expedition 68                                                                                      |                                                                      |                                                                            |                                               |                                                  |                               |               |
| Samantha Cristoforetti (2), 1º 68 CMD Kjell Lindgren (2) Robert Hines (1) Jessica Watkins (1)        | |                                                                      | Sergej Prokop'ev (2), 2º 68/69 CMD Dmitrij Petelin (1) Francisco Rubio (1) | 21 settembre 2022 Sojuz MS-22                 | 370 giorni 21 settembre 2022 27 settembre 2023   | 27 settembre 2023 Sojuz MS-23 |               |
| Nicole Mann (1) Josh Cassada (1) Koichi Wakata (5) Anna Kikina (1)                                   | 5 ottobre 2022 SpaceX Crew-5                                                                       | 156 giorni 6 ottobre 2022 11 marzo 2023                              | Sergej Prokop'ev (2), 2º 68/69 CMD Dmitrij Petelin (1) Francisco Rubio (1) | 12 marzo 2023 SpaceX Crew-5                   |                                                  |                               |               |
| Stephen Bowen (4) Warren Hoburg (1) Sultan Al Neyadi (1) Andrej Fedjaev (1)                          | 2 marzo 2023 SpaceX Crew-6                                                                         | 184 giorni 3 marzo 2023 3 settembre 2023                             | Sergej Prokop'ev (2), 2º 68/69 CMD Dmitrij Petelin (1) Francisco Rubio (1) | 4 settembre 2023 SpaceX Crew-6                |                                                  |                               |               |
| Stephen Bowen (4) Warren Hoburg (1) Sultan Al Neyadi (1) Andrej Fedjaev (1)                          | Expedition 69                                                                                      |                                                                      | Sergej Prokop'ev (2), 2º 68/69 CMD Dmitrij Petelin (1) Francisco Rubio (1) |                                               |                                                  |                               |               |
| Stephen Bowen (4) Warren Hoburg (1) Sultan Al Neyadi (1) Andrej Fedjaev (1)                          | |                                                                      | Sergej Prokop'ev (2), 2º 68/69 CMD Dmitrij Petelin (1) Francisco Rubio (1) |                                               |                                                  |                               |               |
| Andreas Mogensen (2), 70 CMD Jasmin Moghbeli (1) Satoshi Furukawa (2) Konstantin Borisov (1)         | 26 agosto 2023 SpaceX Crew-7                                                                       | 197 giorni 27 agosto 2023 11 marzo 2024                              | Sergej Prokop'ev (2), 2º 68/69 CMD Dmitrij Petelin (1) Francisco Rubio (1) | 12 marzo 2024 SpaceX Crew-7                   |                                                  |                               |               |
| Andreas Mogensen (2), 70 CMD Jasmin Moghbeli (1) Satoshi Furukawa (2) Konstantin Borisov (1)         | Expedition 70                                                                                      |                                                                      |                                                                            |                                               |                                                  |                               |               |
| Andreas Mogensen (2), 70 CMD Jasmin Moghbeli (1) Satoshi Furukawa (2) Konstantin Borisov (1)         | |                                                                      |                                                                            |                                               |                                                  |                               |               |
| Andreas Mogensen (2), 70 CMD Jasmin Moghbeli (1) Satoshi Furukawa (2) Konstantin Borisov (1)         | Oleg Kononenko (5), 2º 70 CMD Nikolaj Čub (1) Missione annuale Loral O'Hara (1)                    | 15 settembre 2023 Sojuz MS-24                                        | 203 giorni 15 settembre 2023 6 aprile 2024                                 | 6 aprile 2024 Sojuz MS-24                     |                                                  |                               |               |
| Matthew Dominick (1) Michael Barratt (3) Jeanette Epps (1) Aleksandr Grebënkin (1)                   | Oleg Kononenko (5), 2º 70 CMD Nikolaj Čub (1) Missione annuale Loral O'Hara (1)                    | 4 marzo 2024 SpaceX Crew-8                                           | In corso 5 marzo 2024 Ottobre 2024 (pianificato)                           | Ottobre 2024 (pianificato) SpaceX Crew-8      |                                                  |                               |               |

### Expedition da 71
| Stemma                                                                             | Fotografia equipaggio                                            | Equipaggio                                                                  | Equipaggio                    | Equipaggio                                  | Inizio                          | Soggiorno sulla ISS Aggancio Sgancio       | Atterraggio                   |
| Expedition 71                                                                      | Expedition 71                                                    | Expedition 71                                                               | Expedition 71                 | Expedition 71                               | Expedition 71                   | Expedition 71                              | Expedition 71                 |
| ---------------------------------------------------------------------------------- | ---------------------------------------------------------------- | --------------------------------------------------------------------------- | ----------------------------- | ------------------------------------------- | ------------------------------- | ------------------------------------------ | ----------------------------- |
|                                                                                    |                                                                  | Oleg Kononenko (5), 71 CMD Nikolaj Čub (1) Missione annuale Tracy Dyson (3) |                               |                                             | 23 marzo 2024 Sojuz MS-25       | 180 giorni 25 marzo 2024 23 settembre 2024 | 23 settembre 2024 Sojuz MS-25 |
| Matthew Dominick (1) Michael Barratt (3) Jeanette Epps (1) Aleksandr Grebënkin (1) |                                                                  | Oleg Kononenko (5), 71 CMD Nikolaj Čub (1) Missione annuale Tracy Dyson (3) | 4 marzo 2024 SpaceX Crew-8    | 232 giorni 5 marzo 2024 24 ottobre 2024     | 25 ottobre 2024 SpaceX Crew-8   |                                            |                               |
| Matthew Dominick (1) Michael Barratt (3) Jeanette Epps (1) Aleksandr Grebënkin (1) | Sunita Williams (3), 1º 72 CMD Barry Wilmore (3) Missione estesa | Oleg Kononenko (5), 71 CMD Nikolaj Čub (1) Missione annuale Tracy Dyson (3) | 5 giugno 2024 Boe-CFT         | 285 giorni 6 giugno 2024 18 marzo 2025      | 18 marzo 2025 SpaceX Crew-9     |                                            |                               |
| Expedition 72                                                                      | Sunita Williams (3), 1º 72 CMD Barry Wilmore (3) Missione estesa |                                                                             |                               |                                             |                                 |                                            |                               |
|                                                                                    | Sunita Williams (3), 1º 72 CMD Barry Wilmore (3) Missione estesa |                                                                             | Nick Hague Aleksandr Gorbunov |                                             | 28 settembre 2024 SpaceX Crew-9 | 168 giorni 29 settembre 2024 18 marzo 2024 | 18 marzo 2024 SpaceX Crew-9   |
| Aleksej Ovčinin (3), 2º 72 CMD Ivan Vagner (2) Donald Pettit (4)                   | Sunita Williams (3), 1º 72 CMD Barry Wilmore (3) Missione estesa | 11 settembre 2024 Sojuz MS-26                                               | Nick Hague Aleksandr Gorbunov | 219 giorni 11 settembre 2024 19 aprile 2025 | 19 aprile 2025 Sojuz MS-26      |                                            |                               |

## Missioni attuale
| Stemma                                                              | Fotografia equipaggio                                                | Equipaggio                                                                        | Equipaggio                                         | Inizio                                     | Soggiorno sulla ISS Aggancio Sgancio   | Atterraggio                  |
| Expedition 73                                                       | Expedition 73                                                        | Expedition 73                                                                     | Expedition 73                                      | Expedition 73                              | Expedition 73                          | Expedition 73                |
| ------------------------------------------------------------------- | -------------------------------------------------------------------- | --------------------------------------------------------------------------------- | -------------------------------------------------- | ------------------------------------------ | -------------------------------------- | ---------------------------- |
|                                                                     |                                                                      | Takuya Ōnishi (2), 1º 73 CMD Anne McClain (2) Nichole Ayers (1) Kirill Peskov (1) |                                                    | 14 marzo 2025 SpaceX Crew-10               | 145 giorni 16 marzo 2025 8 agosto 2025 | 9 agosto 2025 SpaceX Crew-10 |
| Sergej Ryžikov (3), 2º 73 CMD Alekej Zubrickij (1) Jonathan Kim (1) | 8 aprile 2025 Sojuz MS-27                                            | Takuya Ōnishi (2), 1º 73 CMD Anne McClain (2) Nichole Ayers (1) Kirill Peskov (1) | In corso 8 aprile 2025 Dicembre 2025 (pianificato) | Dicembre 2025 (pianificato) Sojuz MS-27    |                                        |                              |
| Sergej Ryžikov (3), 2º 73 CMD Alekej Zubrickij (1) Jonathan Kim (1) | Zena Cardman (1) Michael Fincke (4) Kimiya Yui (2) Oleg Platonov (1) | 1º agosto 2025 SpaceX Crew-11                                                     | In corso 2 agosto 2025 Febbraio 2026 (pianificato) | Febbraio 2026 (pianificato) SpaceX Crew-11 |                                        |                              |

## Missioni future
| Stemma                                                              | Fotografia equipaggio                   | Equipaggio                                                           | Equipaggio                                     | Inizio                                      | Soggiorno sulla ISS Aggancio Sgancio           | Atterraggio                                 |
| Expedition 74                                                       | Expedition 74                           | Expedition 74                                                        | Expedition 74                                  | Expedition 74                               | Expedition 74                                  | Expedition 74                               |
| ------------------------------------------------------------------- | --------------------------------------- | -------------------------------------------------------------------- | ---------------------------------------------- | ------------------------------------------- | ---------------------------------------------- | ------------------------------------------- |
|                                                                     |                                         | Zena Cardman (1) Michael Fincke (4) Kimiya Yui (2) Oleg Platonov (1) |                                                | 31 luglio 2025 (pianificato) SpaceX Crew-11 | Futuro Agosto 2025 Febbraio 2026 (pianificato) | Febbraio 2026 (pianificato) SpaceX Crew-11  |
| Sergej Kud'-Sverčkov (2) Sergej Mikaev (1) Christopher Williams (1) | Novembre 2025 (pianificato) Sojuz MS-28 | Zena Cardman (1) Michael Fincke (4) Kimiya Yui (2) Oleg Platonov (1) | Futuro Novembre 2025 Maggio 2026 (pianificato) | Maggio 2026 (pianificato) Sojuz MS-28       |                                                |                                             |
| Sergej Kud'-Sverčkov (2) Sergej Mikaev (1) Christopher Williams (1) | ? Sophie Adenot (1) Oleg Artem'ev (4)   | Marzo 2026 (pianificato) SpaceX Crew-12                              | Futuro Marzo 2026 Settembre 2026 (pianificato) | Settembre 2026 (pianificato) SpaceX Crew-12 |                                                |                                             |
| Expedition 75                                                       |                                         |                                                                      |                                                |                                             |                                                |                                             |
|                                                                     |                                         | ? Sophie Adenot (1) Oleg Artem'ev (4)                                |                                                | Marzo 2026 (pianificato) SpaceX Crew-12     | Futuro Marzo 2026 Settembre 2026 (pianificato) | Settembre 2026 (pianificato) SpaceX Crew-12 |
| Pëtr Dubrov (2) Anna Kikina (2) Anil Menon (1)                      | Marzo 2026 (pianificato) Sojuz MS-29    | ? Sophie Adenot (1) Oleg Artem'ev (4)                                | Futuro Marzo 2026 Settembre 2026 (pianificato) | Settembre 2026 (pianificato) Sojuz MS-29    |                                                |                                             |